# Sheila Chelangat
Sheila Chelangat (* 11. April 1998) ist eine kenianische Leichtathletin, die sich auf den Langstreckenlauf spezialisiert hat.

## Sportliche Laufbahn
Erste internationale Erfahrungen sammelte Sheila Chelangat im Jahr 2015, als sie bei den Jugendafrikameisterschaften in Réduit in 9:11,38 min die Silbermedaille im 3000-Meter-Lauf gewann. Anschließend gewann sie bei den Jugendweltmeisterschaften in Cali in 9:034,54 min die Bronzemedaille und siegte dann in 9:10,12 min bei den Commonwealth Youth Games in Apia. Im Jahr darauf erreichte sie bei den U20-Weltmeisterschaften in Bydgoszcz nach 8:59,89 min Rang sechs und bei den Crosslauf-Weltmeisterschaften 2017 in Kampala wurde sie nach 19:12 min Vierte im U20-Rennen und gewann in der Teamwertung die Silbermedaille hinter den Äthiopierinnen. 2021 nahm sie im 10.000-Meter-Lauf an den Olympischen Spielen in Tokio teil und klassierte sich dort nach 31:48,23 min auf dem 16. Platz.

## Persönliche Bestzeiten
- 3000 Meter: 8:36,20 min, 28. Mai 2021 in Doha
- 5000 Meter: 14:40,51 min, 8. September 2020 in Ostrava
- 10.000 Meter: 31:10,27 min, 19. Juni 2021 in Nairobi